# 1,1,2-Trichlorethan
1,1,2-Trichlorethan ist eine organische Verbindung aus der Gruppe der Organochlorverbindungen und aliphatische Chlorkohlenwasserstoffe. Es ist isomer zu 1,1,1-Trichlorethan.

## Gewinnung und Darstellung
Dargestellt werden kann 1,1,2-Trichlorethan durch Weiterchlorierung von 1,2-Dichlorethan.

## Eigenschaften
1,1,2-Trichlorethan ist eine süßlich riechend Flüssigkeit, welche schlecht löslich in Wasser ist. Ihre Dämpfe sind viel schwerer (4,61-mal so schwer) als Luft.
Bei starker Erhitzung oder in hellem Licht zersetzt sich 1,1,2-Trichlorethan, wobei verschiedene Chlorverbindungen (z. B. Chlorwasserstoff, Phosgen) entstehen.

## Verwendung
1,1,2-Trichlorethan kommt hauptsächlich als Zwischenprodukt bei der Herstellung von anderen Organochlorverbindungen wie Vinylidenchlorid (durch HCl Abspaltung) vor. Als Lösungsmittel findet es nur beschränkte Anwendung zur Lösung von Chlorkautschuk.

## Sicherheitshinweise
1,1,2-Trichlorethan ist sehr toxisch für Herz, Leber und Niere. Der Einsatz von 1,1,2-Trichlorethan in Produkten außerhalb von chemischen Anlagen bzw. bei Produkten, aus denen eine Freisetzung möglich ist, ist verboten.